# Ibrahima Niane
Pour les articles homonymes, voir Niane.
Ibrahima Niane, né le 11 mars 1999 à Mbour au Sénégal, est un footballeur sénégalais.

## Biographie

### En club

#### Débuts au Sénégal
Originaire de M'bour, à quatre-vingt kilomètres de Dakar, Ibrahima Niane est repéré par les techniciens de Génération Foot qu'il rejoint en 2014. Il y fait ses débuts à 16 ans alors que le club joue en Ligue 2 sénégalaise.
Lors de la saison 2016-2017, Génération Foot évolue pour la première fois en Ligue 1 sénégalaise : Ibrahima Niane participe activement au titre de champion décroché par le club avec 19 réalisations en 18 rencontres, effaçant ainsi l'ancien record détenu par Pape Ibnou Ba avec 17 buts. Parallèlement au championnat, il dispute également des matchs avec l'équipe U20 du Sénégal et participe à la CAN des moins de 20 ans et à la Coupe du monde des moins de 20 ans.

#### Avec le FC Metz
Le 9 juin 2017, Niane s'engage pour cinq ans en faveur du FC Metz. Il fait ses débuts avec son nouveau club le 5 août 2017 lors d'un match de Ligue 1 face à Guinguamp ou il entre en jeu à la 56e minute en remplaçant Gauthier Hein. Malgré son entrée en jeu, il n'a pu empêcher la défaite 3 buts à 1 de son club. Il marque officiellement ses  premier et deuxième buts avec le FC Metz le 7 janvier 2018 lors du match face au USL Dunkerque en coupe de France. Il inscrit son premier but en Ligue 1 le 21 janvier 2018 lors de la rencontre de son club avec l'AS Monaco. À la fin de la saison, il connait la relégation en Ligue 2 avec son club. Dès la première journée face à Brest, il marque le premier but du FC Metz de la saison 2018-2019 donnant la victoire 1 but à 0 à son équipe. Deux semaines plus tard il marque de nouveau face à Clermont, participant à la victoire de son équipe 3 buts à 2. Lors de cette saison il trouve 13 fois le chemin des filets (10 fois en ligue 2) et sert 2 passe décisive (le tout en ligue 2) toute compétition confondue. À la fin de la saison son équipe est promu en Ligue 1 en remportant la Ligue 2.
En 2020, Ibrahima Niane prolonge son contrat avec Metz jusqu'en 2024, avec, en creux, l’objectif de prendre la relais de son compatriote Habib Diallo, issu également de Génération Foot, et auteur des 12 buts (sur 27) marqués au cours de la saison 2019-2020.
Lors de la saison 2020-2021, Niane offre sa première victoire et ses deux premiers buts au FC Metz lors de la 4e journée contre Reims. Lors de la sixième journée, il offre encore un triplé face à Lorient et passe alors meilleur buteur de Ligue 1 avec 6 buts. Niane semble alors s’inscrire dans la tradition des pépites révélées au stade Saint-Symphorien, comme Robert Pirès, Louis Saha, Emmanuel Adebayor, Papiss Cissé ou Sadio Mané. Mais, le 14 octobre 2020, le joueur est victime d'une rupture du ligament croisé antérieur du genou droit à l'entraînement, blessure qui l'éloigne des terrains pour six mois et prive son club de son meilleur - et alors unique - buteur depuis le début de saison. Il est récompensé joueur du mois de septembre la semaine qui suit.
Niane revient à l’entraînement en avril 2021 et entre à nouveau sur le terrain à la 68e minute contre le Paris Saint-Germain le 24 avril 2021 pour son premier match de retour de blessure. Il inscrit son premier but depuis sa grave blessure au genou lors de la 4e journée de championnat face à Clermont-Ferrand.

#### Angers SCO
En 2023, le joueur rejoint le SCO Angers avec un contrat courant jusqu'en juin 2025.
En fin de contrat avec son club, il est suspendu deux ans de toute compétition, ainsi que d'entraînements, stages ou exhibitions, par l’Agence française de lutte contre le dopage, après avoir été testé positif à l’ecstasy et à la MDMA.

### En équipe nationale
Avec l'équipe du Sénégal des moins de 20 ans, il participe à la Coupe d'Afrique des moins de 20 ans en 2017. Lors de cette compétition, il joue cinq matchs, inscrivant deux buts, contre le Soudan et le Cameroun. Le Sénégal est battu en finale par la Zambie.
Il dispute dans la foulée la Coupe du monde des moins de 20 ans organisée en Corée du Sud. Il joue quatre matchs lors de ce mondial, inscrivant un but contre l'Arabie saoudite.

## Statistiques
| Saison                | Club                  | Championnat           | Championnat | Championnat | Championnat | Coupe nationale | Coupe nationale | Coupe nationale | Coupe de la Ligue | Coupe de la Ligue | Coupe de la Ligue | Total | Total | Total |
| Saison                | Club                  | Division              | M.          | B.          | P.d.        | M.              | B.              | P.d.            | M.                | B.                | P.d.              | M.    | B.    | P.d.  |
| 2015-2016             | Génération Foot       | D2                    | -           | -           | -           | -               | -               | -               | -                 | -                 | -                 | 0     | 0     | 0     |
| 2016-2017             | Génération Foot       | D1                    | 18          | 19          | -           | -               | -               | -               | -                 | -                 | -                 | 18    | 19    | 0     |
| Sous-total            | Sous-total            | Sous-total            | 18          | 19          | -           | -               | -               | -               | -                 | -                 | -                 | 18    | 19    | 0     |
| 2017-2018             | FC Metz rés.          | National 3            | 3           | 1           | -           | -               | -               | -               | -                 | -                 | -                 | 3     | 1     | 0     |
| 2019-2020             | FC Metz rés.          | National 3            | 1           | 0           | -           | -               | -               | -               | -                 | -                 | -                 | 1     | 0     | 0     |
| Sous-total            | Sous-total            | Sous-total            | 4           | 1           | -           | -               | -               | -               | -                 | -                 | -                 | 4     | 1     | 0     |
| 2017-2018             | FC Metz               | Ligue 1               | 30          | 2           | 1           | 3               | 3               | 0               | 2                 | 0                 | 0                 | 35    | 5     | 1     |
| 2018-2019             | FC Metz               | Ligue 2               | 33          | 10          | 2           | 5               | 2               | 0               | 3                 | 2                 | 0                 | 41    | 14    | 2     |
| 2019-2020             | FC Metz               | Ligue 1               | 21          | 3           | 0           | -               | -               | -               | 1                 | 1                 | 0                 | 22    | 4     | 0     |
| 2020-2021             | FC Metz               | Ligue 1               | 10          | 6           | 0           | -               | -               | -               | -                 | -                 | -                 | 10    | 6     | 0     |
| 2021-2022             | FC Metz               | Ligue 1               | 26          | 3           | 1           | 1               | 0               | 0               | -                 | -                 | -                 | 27    | 3     | 1     |
| 2022-2023             | FC Metz               | Ligue 2               | 13          | 2           | 0           | 1               | 0               | 0               | -                 | -                 | -                 | 14    | 2     | 0     |
| Sous-total            | Sous-total            | Sous-total            | 133         | 26          | 4           | 10              | 5               | 0               | 6                 | 3                 | 0                 | 149   | 34    | 4     |
| 2022-2023             | Angers SCO            | Ligue 1               | 16          | 2           | 0           | 1               | 0               | 0               | -                 | -                 | -                 | 17    | 2     | 0     |
| 2023-2024             | Angers SCO            | Ligue 2               | 30          | 0           | 2           | 2               | 1               | 0               | -                 | -                 | -                 | 32    | 1     | 2     |
| 2024-2025             | Angers SCO            | Ligue 1               | 24          | 3           | 1           | 3               | 0               | 0               | -                 | -                 | -                 | 27    | 3     | 1     |
| Sous-total            | Sous-total            | Sous-total            | 70          | 5           | 3           | 6               | 1               | 0               | -                 | -                 | -                 | 76    | 6     | 3     |
| Total sur la carrière | Total sur la carrière | Total sur la carrière | 225         | 51          | 7           | 16              | 6               | 0               | 6                 | 3                 | 0                 | 247   | 60    | 7     |

## Palmarès

### Palmarès Collectif
| Génération Foot (2)                                                                    | FC Metz (1)                     | Angers SCO                         | Sénégal -20 ans                                             |
| -------------------------------------------------------------------------------------- | ------------------------------- | ---------------------------------- | ----------------------------------------------------------- |
| - Championnat du Sénégal : - Vainqueur : 2017 - Coupe du Sénégal : - Vainqueur : 2015. | - Ligue 2 : - Vainqueur : 2019. | - Ligue 2 : - Vice-champion : 2024 | - Coupe d'Afrique des moins de 20 ans : - Finaliste : 2017. |

### Récompenses individuelles
- Meuilleur buteur du Championnat du Sénégal de football 2016-2017
- L'équipe-type de la CAN U20 2017
- Joueur du mois de Ligue 1 en septembre 2020